# Lonely in Gorgeous
«Lonely in Gorgeous» es el octavo sencillo de Tommy February6, alter ego de Tomoko Kawase, undécimo de esta en solitario. La canción alcanzó el puesto n.º 20 en las listas Oricon.
El sencillo fue lanzado el 30 de noviembre de 2005 por DefSTAR Records y fue utilizado en el opening del anime del manga creado por Ai Yazawa, Paradise Kiss.

## Lista de canciones
1. ♥Lonely in Gorgeous♥
2. Is this feeling love?
3. E-mail♥more
4. ♥Lonely in Gorgeous♥ (Original instrumental)